# Сценарии жизни
«Сценарии жизни» — российский документальный сериал о российском девелопменте. В фильме проводится исследование городов России и истории жизни их жителей. Ищутся ответы на вопросы, где и как должен жить современный человек, чтобы быть в гармонии с самим собой и окружающим миром.

## Сюжет
По сюжету, главный герой сериала путешествует по России и исследует образ городов с разных точек зрения: со стороны местных жителей, сторонних наблюдателей, предпринимателей.
Фильм пoсвящeн pacкpытию пpoблeм coвpeмeннoгo дeвeлoпмeнтa и включaeт в ceбя интepвью c извeстными apxитeктopaми, кpупными зaстpoйщикaми и pядoвыми гpaждaнaми, пpиoбpeтaющими квapтиpу.
Одна из проблем, поднимаемая в фильме — необходимость отказа от возведения панельных «человейников» в пользу комфортных жилкомплексов с развитой социальной инфраструктурой.

## Производство
Документальный фильм — результат совместной работы агентства GMK и продюсерского центра BAZA. Первая серия вышла в 2021 году.
Съемки фильма проходили в течение года с участием архитекторов, представителей девелоперских компаний, правительственных и градостроительных структур. Главными героями картины стали жители новых и старых районов города, покупатели жилья.
Продюсеры — Сергей Разуваев, Виктория Белявская, Анна Румянцева, Маргарита Посадских, Андрей Зубов. Режиссер сериала — Руслан Миру